# Oxalis calva
Oxalis calva är en harsyreväxtart som beskrevs av Prog.. Oxalis calva ingår i släktet oxalisar, och familjen harsyreväxter. Inga underarter finns listade i Catalogue of Life.